# كتاب الأدغال الثاني
كتاب الأدغال الثاني (The Second Jungle Book) هو كتاب مكمل لكتاب الأدغال من تأليف الكاتب البريطاني روديارد كبلينغ.
نُشر لأول مرة في عام 1895، ويتضمن خمس قصص عن شخصية ماوكلي وثلاث قصص غير ذات صلة، كلها باستثناء واحدة تدور أحداثها في الهند، وقد كتب كيبلينج معظمها أثناء إقامته في ولاية فيرمونت في الولايات المتحدة الأمريكية. وقد نُشرت جميع القصص سابقًا في المجلات في عامي 1894  –  1895، وغالبًا تحت عناوين مختلفة. تم استخدام هذه القصة كمصدر لفيلم كتاب الأدغال الصادر في عام 1994.